# گوشت‌خوارگاویان
گوشت‌خوارگاویان (نام علمی: Carnotaurinae) نام یک زیرخانواده از کلاد ددپایان است.